# Krum Petkov
Krum Pekov (ur. 16 stycznia 1937 we wsi General Nikolajev, obecnie miasto Rakovski (Bułgaria), zm. 26 listopada 2015 w Szczecinie) –  profesor nauk rolniczych w zakresie zootechniki, nauczyciel akademicki
Krum Petkov urodził się w rodzinie Nikoli Wenkowa Petkowa i Any Jozovej Sablevy. W 1959 ukończył studia na Wydziale Rolnym Uniwersytetu Agrotechnicznego w Płowdiw. Dyplom nostryfikował w Polsce w 1962. W tym samym roku został zatrudniony w Akademii Rolniczej w Szczecinie jako asystent w Katedrze Żywienia Zwierząt. W 1966 został doktorem i adiunktem w Katedrze Genetyki i Ogólnej Hodowli Zwierząt (1964-1987). Stopień doktora habilitowanego otrzymał w 1982 na Wydziale Zootechnicznym Akademii Rolniczej w Szczecinie. W 1983 został mianowany na stanowisko docenta, a w 1991 – na stanowisko profesora nadzwyczajnego. W 1994 otrzymał tytuł naukowy profesora, a w 2002 został profesorem zwyczajnym.   
Tematyka badawcza profesora obejmuje problemy żywienia zwierząt i paszoznawstwa.  
W latach 1986–2006 pełnił funkcję kierownika Katedry Żywienia Zwierząt i Gospodarki Paszowej Akademii Rolniczej w Szczecinie (późniejszej Katedry Żywienia Zwierząt i Żywności Zachodniopomorskiego Uniwersytetu Technologicznego w Szczecinie).  
Profesor Petkov brał czynny udział w pracach wielu rad naukowych i komisji, m.in. Komisji ds. Tytułu Naukowego i Stopni Naukowych, Rady Głównej Szkolnictwa Wyższego, Komitetu Badań Naukowych, Komitetu Nauk Zootechnicznych PAN – sekcji żywienia zwierząt; Polskiego Towarzystwa Zootechnicznego oraz Szczecińskiego Towarzystwa Naukowego.  
Profesor Krum Petkov wypromował siedmiu doktorów. Pod jego kierunkiem ponad 100 osób napisało prace dyplomowe. Opublikował ok. 350 prac naukowych i dydaktycznych, w tym 6 książkowych.  

## Wybrane publikacje[9][2]
- Chów zwierząt. Akademia Rolnicza w Szczecinie 1976
- Genetyka zwierząt i metody hodowlane. Akademia Rolnicza w Szczecinie 1977 (wsp.)
- Hodowla zwierząt gospodarskich. Akademia Rolnicza w Szczecinie
- Nauki o żywieniu i paszach (red.). PWN Warszawa 2001
- Kompleksowa ocena wartości pokarmowej życicy wielokwiatowej i jej przydatności w żywieniu krów mlecznych i bydła opasowego, 1990
- Wpływa dawek pokarmowych z udziałem żyta na wykorzystanie paszy, wartość tuczną oraz obraz histologiczny narządów wewnętrznych u trzody chlewnej, 1992
- Wartość odżywcza białka i wartość paszowa nasion szarłatu uprawnego Amaranthus w żywieniu zwierząt monogastrycznych, 1996
- Porównanie składu chemicznego i wartości pokarmowej owsa nieoplewionego i oplewionego. „Żywność” 1999, 1(18) Supl, s. 253-259 (wsp.  Marian Piech, Zbigniew Łukaszewski, Agnieszka Kowieska)[10]

## Odznaczenia i nagrody[3][11]
- Odznaka Gryf Pomorski (1973)
- Złoty Krzyż Zasługi (1983)
- Odznaka za zasługi dla województwa gorzowskiego (1989)
- Medal Komisji Edukacji Narodowej (1995)
- Medal „Zasłużony dla Akademii Rolniczej w Szczecinie” (1995)
- Krzyż Kawalerski Orderu Odrodzenia Polski (1999)
- Nagroda Rektora Akademii Rolniczej w Szczecinie za całokształt pracy naukowo-badawczej (2003)[11]